# Parafia Najświętszego Serca Pana Jezusa w Dobieszowicach
Parafia Najświętszego Serca Pana Jezusa w Dobieszowicach – parafia rzymskokatolicka, znajdująca się w diecezji sosnowieckiej, w XIII – św. Jakuba Apostoła w Sączowie.